# Nina Quartero
Nina Quartero (nacida como Gladys Quartararo; 17 de marzo de 1908-23 de noviembre de 1985) fue una actriz estadounidense cuya carrera abarcó desde 1929 hasta 1943.

## Carrera
Nacida en 1908 en la ciudad de Nueva York como Gladys Quartararo, procedía de una familia unida y era la menor de siete hijos. A menudo interpretaba papeles secundarios y, en ocasiones, un interés amoroso para el actor principal. En One Stolen Night (1928), Quartero formó parte del reparto junto a Betty Bronson y William Collier. La historia trata de un soldado británico de la Primera Guerra Mundial que acude en ayuda de una bailarina esclavizada. En Frozen River (1929) formó pareja con Raymond McKee como protagonistas románticos de la película.[cita requerida]

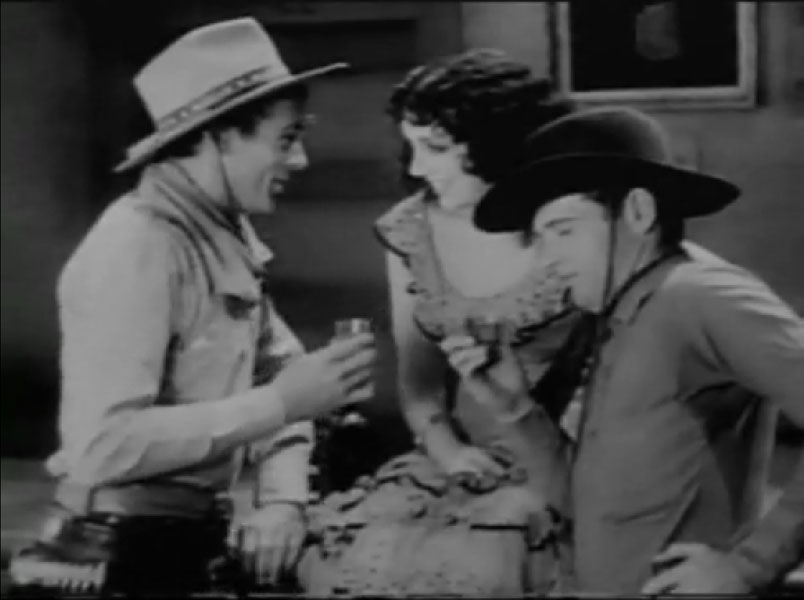
Nina Quartero en The Virginian (1929)

En 1931, Quartero apareció en Arizona, una de las primeras películas de John Wayne. Interpretando a "Conchita", ella es una fuente de conflictos en la relación de Wayne con los personajes representados por Laura La Plante y June Clyde. Volvió a actuar con Wayne en The Man from Monterey (1933). Sus últimas actuaciones en el cine muestran a Quartero interpretando papeles menores, como el de una bailarina cubana en Torchy Blane in Panama (1938), una bailarina nativa en Green Hell (1940) y una chica en el bar en A Lady Takes a Chance (1943).[cita requerida]

## Muerte
Nina Quartero murió en Woodland Hills, California en 1985, a los 78 años.[cita requerida]

## Truco publicitario
En una ocasión, Quartero intentó un truco publicitario afirmando que estaba prometida con el mariscal de campo All-American de Notre Dame, Frank Carideo. Carideo exigió una retractación del anuncio de compromiso de Quartero, aunque admitió que la conocía de una época en la que ambos residían en Mount Vernon, Nueva York. También había visitado su casa, en Beverly Hills, California, antes del partido de la Universidad del Sur de California de 1930, para intercambiar saludos.

## Filmografía parcial
| - The Sorrows of Satan (1926) - Vamp - Driftin' Sands (1928) - Nita Aliso - The Red Mark (1928) - Zelie - Noah's Ark (1928) - Chica francesa (Sin acreditar) - The Redeeming Sin (1929) - Mitzi - One Stolen Night (1929) - Chyra - The Eternal Woman (1929) - Consuelo - Frozen River (1929) - Jane - Frontier Romance (1929, Cortometraje) - The Virginian (1929) - Chica en el bar (Sin acreditar) - Isle of Escape (1930) - Loru - Golden Dawn (1930) - Sirvienta en el trabajo - Men of the North (1930) - Woolie-Woolie - New Moon (1930) - Vadda - Doncella de Tanya - The Bachelor Father (1931) - Maria Credaro - The Hawk (1931) - Teresa Valardi - God's Gift to Women (1931) - Suzanne - una chica en la fiesta (Sin acreditar) - Trapped (1931) - Sally Moore - The Fighting Sheriff (1931) - Tiana | - Arizona (1931) - Conchita - Arizona Terror (1931) - Lola - The Monkey's Paw (1933) - Nura - Hell Below (1933) - Doctora (Sin acreditar) - The Devil's Brother (1933) - Rita - The Man from Monterey (1933) - Anita Garcia - Under Secret Orders (1933) - Carmencita Alverez - Sons of the Desert (1933) - Hijos de la Fiesta del Desierto (Sin acreditar) - The Cyclone Ranger (1935) - Nita Garcia - Vagabond Lady (1935) - Mike - Amiga de Tony (Sin acreditar) - Wife vs. Secretary (1936) - Operadora telefónica cubana (Sin acreditar) - The Three Mesquiteers (1936) - Camarera - Two in a Crowd (1936) - Celito (Sin acreditar) - Left-Handed Law (1937) - Chiquita - Submarine D-1 (1937) - Chica de porcentaje de Panamá (Sin acreditar) - Torchy Blane in Panama (1938) - Bailarina cubana (Sin acreditar) - Green Hell (1940) - Chica nativa (Sin acreditar) - A Lady Takes a Chance (1943) - Carmencita (último papel cinematográfico) |